# فيسكاردي أندرادي
فيسكاردي أندرادي غيماريش (بالبرتغالية: Viscardi Andrade Guimarães؛ مواليد 4 مارس 1984) هو مقاتل فنون القتال المختلطة برازيلي.

## وصلات خارجية
- فيسكاردي أندرادي على موقع يو إف سي (الإنجليزية)
- فيسكاردي أندرادي على موقع شيردوغ (الإنجليزية)
- فيسكاردي أندرادي على موقع IMDb (الإنجليزية)